# Zuzana Navarova de Tejada
Zuzana Navarová de Tejada (18 de junio de 1959, Hradec Králové, Checoslovaquia – 7 de diciembre de 2004, Praha, República Checa) fue una cantante, compositora, letrista y  una cantautora checa. Fue apreciada tanto por los críticos como por sus oyentes no solo como cantante de los grupos con que colaboró, sino también como solista.

## Biografía y trayectoria artística
Nació el 18 de junio de 1959 en Hradec Králové. Estudió las lenguas española y checa en la Facultad de Filosofía y Letras en la Universidad Carolina de Praga.
Desde 1980 cantó con el grupo Nerez. Su primer álbum solista surgió en 1992. En 1994 grabó un álbum con el grupo Tres y en los años siguientes otros 5 álbumes con el grupo Koa. 
También compuso música para teatro. Fue productora (p. ej. de la cantante Věra Bílá, del grupo Kale – los artistas gitanos). Descubrió a Radůza – una joven cantautora checa. Desde el comienzo de los años 90 encabezó la fundación “Život umělce” (La vida del artista).
Cuando vivía en Cuba, conoció a un cubano, Luis de Tejada, y se casó con él.
Se inspiró en la música y la cultura cubanas. 
En 1994 empezó a trabajar con el cantante y guitarrista colombiano Iván Gutiérrez, y con el bajista Karel Cába, juntos crearon el grupo Tres y grabaron un álbum del mismo nombre. 
Más tarde se formó el grupo Koa constituido por Zuzana Navarová, Iván Gutiérrez, Mario Bihári (acordeonista, pianista, clarinetista), Camillo Caller (percusionista) y František Raba (contrabajista). Cuando Gutiérrez se fue a Colombia, en el grupo Koa lo reemplazó Omar Khaouaj.
Zuzana Navarová cantó en checo, eslovaco, gitano, portugués, español, ruso, yiddish y también en quechua. Las letras de sus canciones son muy interesantes, Zuzana fue capaz de liberarse de los clichés típicos de la música folk y country. Son muy poéticas y originales, nos hacen pensar. Los estudios y las estaciones de radio incluyeron su estilo entre los géneros minoritarios y por eso la emitían raramente. A pesar de lo cual tuvo mucho éxito. 
Zuzana Navarová de Tejada murió de cáncer a los 45 años el 7 de diciembre de 2004 en Praga.

## Discografía

### Con el grupo Nerez
- Porta 83
- Dostavník 2 (Mensajería 2*)
- Imaginární hospoda (Cervecería imaginaria*)
- Masopust (Carnaval*)
- Na vařený nudli (En fideo cocido*)
- Ke zdi (A la pared*)
- Co se nevešlo (Lo que no cupo*)
- Stará láska Nerez a vy (Amor antiguo Nerez y vosotros*)
- Nerez v Betlémě (Nerez en Belén*)
- Nerez antologie
- Co se nevešlo – pozdní sběr (Lo que no cupo – cosecha tardía*)
- Nej nej nej
- ...a bastafidli

### Proyecto solista
- Caribe

### Con el grupo Tres
- Tres

### Con el grupo Koa
- Skleněná vrba (Sauce de cristal*)
- Zelené album (Álbum verde*)
- Barvy všecky (Todos los colores*)
- Jako Šántidéví
- Koa – grabado después de la muerte de Zuzana Navarová, contiene sus 3 canciones

### Otros
- Vánoční písně a koledy (Canciones navideñas y villancicos*)
- Morytáty a balady
- Sloni v porcelánu (Elefantes en porcelana*)
- Nebe počká (Cielo esperará*) – 5 canciones en el álbum de Karel Plíhal (otro cantautor checo) con letras de Josef Kainar (poeta checo)
- Smutkům na kabát (A las tristezas para abrigo*) – selección

* traducciones hipotéticas

## Premios
- Premio mayor del festival de folk- Porta 1982.
- La mejor vocalista- Vokalíza 1982.
- La mejor autora de letras en 1990, apreciada por el Fomento de la música checa.
- Žlutá ponorka 1999 (Submarino amarillo*)
- Anděl 2001 (Ángel*)- premio de la Academia de la música pop.
- Zlatý klíč 2003 (Llave de oro*)- premio de la revista musical Folk & Country.
- 2004 el “álbum dorado” de la editorial Indies Rocords por el álbum Barvy všecky.
- 2005 ingresó en “La sala de la gloria” (durante la ceremonia de la entrega de los premios de la Academia de música popular).